# Sulz (Hitzkirch)
Sulz (toponimo tedesco) è una frazione di 207 abitanti del comune svizzero di Hitzkirch, nel distretto di Hochdorf (Canton Lucerna).

## Geografia fisica
Sulz si trova sul versante occidentale delle alture del Lindenberg.

## Storia
Già comune autonomo che si estendeva per 3,84 km², il 1º gennaio 2009 è stato accorpato a quello di Hitzkirch assieme agli altri comuni soppressi di Gelfingen, Hämikon, Mosen, Müswangen e Retschwil.

## Società

### Evoluzione demografica
L'evoluzione demografica è riportata nella seguente tabella:
Abitanti censiti

## Economia
L'economia locale si basa prevalentemente sul settore primario.